# ASCOBANS
ASCOBANS — Соглашение по сохранению малых китообразных Балтийского моря, северо-восточной Атлантики, Ирландского и Северного морей (англ. Agreement on the Conservation of Small Cetaceans of the Baltic, North East Atlantic, Irish and North Seas) — это региональное соглашение, которое было заключено в рамках Конвенции по сохранению мигрирующих видов ЮНЕП (Боннской конвенции), в сентябре 1991 года и вступило в силу в марте 1994 года. Аббревиатура ASCOBANS происходит от английского названия «Agreement on the Conservation of Small Cetaceans of the Baltic and North Seas»- «Соглашение по сохранению малых китообразных в Балтийском и Северном морях» . Это первоначальное название было изменено в феврале 2008, после того как в ареал действия соглашения были включены дополнительные территории в Северо-Восточной Атлантике и Ирландское море.

## Исходная информация
В Балтийском, Ирландском и Северном морях, а также у европейского побережья Атлантики обитает множество малых китообразных. Среди них наиболее часто встречаются девять видов китов и дельфинов и один вид- представитель родственных дельфинам морских свиней, обыкновенная морская свинья (Phoecena phocoena).
Обыкновенная морская свинья — это самый распространённый вид китообразных в Северном море и единственный вид, живущий в Балтийском море. Балтийская популяция морской свиньи является единственной популяцией малых китообразных на территории ASCOBANS, находящейся под угрозой исчезновения (IUCN Red List of Species). По этим причинам охрана морской свиньи занимает одно из центральных мест в работе Соглашения.
Большинство видов китов и дельфинов мигрирует в течение года между местами размножения, питания и зимовки или преследует свою жертву на большие расстояния. При этом их подстерегают многочисленные опасности. Самая большая угроза исходит от так называемого прилова — неумышленного лова рыбацкими сетями. Тысячи животных ежегодно гибнут, запутавшись в сетях. Поскольку киты являются млекопитающими животными, им необходимо всплывать для забора воздуха. Однако животные, попавшие в сети, не могут этого делать и погибают мучительной смертью. Другая серьёзная проблема — загрязнение морей. Многие химикаты (например, тяжёлые металлы и органические соединения), постепенно накапливаясь, достигают максимальной концентрации в тканях морских млекопитающих в верхнем звене трофической цепи. Эти вредные вещества оказывают негативное воздействие на здоровье животных. Третьим тревожным фактором является шум, вызванный интенсивным судоходством в районе действия Соглашения.

## Структура
В структуре ASCOBANS функционируют следующие органы:

### а. Совет сторон
Совет сторон (MOP, Meeting of the parties)- это проводящееся раз в три года собрание стран-участниц ASCOBANS, на котором принимаются решения. На Совете рассматриваются прогресс и трудности при осуществлении положений Соглашения и определяются основные направления работы на последующие три года. Государства ареала, не являющиеся сторонами Соглашения, и региональные экономические и другие организации имеют право направлять наблюдателей на Совет. Прочие организации, занимающиеся охраной малых китов и управлением их численностью, могут подать заявление на получение статуса наблюдателя, не дающего права участвовать в принятии решений.

### б. Консультационный комитет
Заседания Консультационного комитета проводятся не реже одного раза в год. Данный комитет консультирует прочие органы Соглашения по проблемам охраны и управления численностью малых китов, а также по ряду других важных вопросов. Каждая страна-участница назначает одного члена Консультационного комитета. Члены комитета могут участвовать в заседаниях в сопровождении советников. В отношении наблюдателей из государств ареала, не являющихся членами Соглашения, региональных экономических и других организаций действуют правила Совета сторон.

### в. Секретариат
Секретариат является координационным органом Соглашения. В его задачи входит выполнение необходимых административных функций, а также тематическая и организационная подготовка совещаний двух других органов. Он отвечает также за сбор и распространение информации, важной для осуществления положений Соглашения и предназначенной для работы с общественностью. Вместе с секретариатами двух других региональных соглашений, разработанных под эгидой Боннской Конвенции, секретариат ASCOBANS находится в Организации Объединённых Наций в Бонне и вместе с Секретариатами других соглашений является частью Секретариата CMS. Пятый Совет Сторон, прошедший в 2006 году, постановил, что с 1 января 2007 года Секретариат UNEP/CMS будет служить также Секретариатом ASCOBANS, и Исполнительный Секретарь UNEP/CMS будет также действующим Исполнительным Секретарём ASCOBANS на период трёх лет. Срок действия этого постановления был продлён на 6-м Совете Сторон в 2009 году до 2012 года.
.

## Виды
ASCOBANS распространяет своё действие на всех зубатых китов (Odontoceti) встречающихся в пределах ареала соглашения, за исключением кашалота (Physeter macrocephalus).
Важнейшие охраняемые соглашением виды:
- обыкновенная морская свинья (Phocoena phocoena)
- афалина (Tursiops truncatus)
- обыкновенный дельфин (Delphinus delphis)
- беломордый дельфин (Lagenorhynchus albirostris)
- атлантический белобокий дельфин (Lagenorhynchus acutus)
- полосатый продельфин (Stenella coeruleoalba)
- серый дельфин (Grampus griseus)
- косатка (Orcinus orca)
- обыкновенная гринда (Globicephala melas)
- высоколобый бутылконос (Hyperoodon ampullatus) и
- другие клюворылые киты (Ziphiidae).

## Ареал действия и участники соглашения
Соглашение ASCOBANS открыто для подписания для всех государств ареала (то есть для любого государства имеющего юрисдикцию над любой частью ареала видов, охраняемых соглашением и любого государства, судна под флагом которого принимают участие в операциях, неблаготворно влияющих на малых китов в ареале Соглашения) и для региональных экономических организаций.
Ареал действия Соглашения ASCOBANS определён следующим образом:
« Территория Соглашения означает морскую среду Балтийского и Северного морей и прилегающей акватории северо-восточной Атлантики, ограниченной берегами Ботнического залива и Финляндии; на юго-востоке — 36° параллелью северной широты, где она пересекается с линией, соединяющей маяки на м. Св. Винсент (Португалия) и в Касабланке (Марокко); на юго-западе — 36° параллелью северной широты и 15° меридианом западной долготы; на северо-западе — 15° меридианом и линией, проведённой через следующие точки с координатами: 59° с.ш./15° з.д., 60° с.ш./06° з.д., 61° с.ш./4° з.д., 62° с.ш./3° з.д.; на север до 62° параллели северной широты, включая пролив Каттегат и проливы Зунд и Белт.»

### а. Участники соглашения
- Бельгия
- Великобритания
- Германия
- Дания
- Литва
- Нидерланды
- Польша
- Финляндия
- Франция
- Швеция

### б. Государства ареала, не являющиеся участниками соглашения
- Ирландия
- Испания
- Латвия
- Норвегия
- Португалия
- Россия
- Эстония

## Сохранение обыкновенной морской свиньи
Необходимость плана восстановления популяции балтийской обыкновенной морской свиньи признаётся по всему миру, так как всего около 600 особей осталось в живых. План Ястарня — план восстановления обыкновенных морских свиней, был заключён в рамках ASCOBANS в тесном сотрудничестве сo Всемирным союзом охраны природы (IUCN) и Хельсинкской комиссией (HELCOM) . План был одобрен на Четвёртом Совете Партий (MoP 4) в 2003 году, цели данного плана следующие:
- Снизить ежегодный прилов на рассматриваемой территории до максимально 2 особей обыкновенной морской свиньи;
- Улучшить качество научных исследований в ключевых предметных областях;
- Разработать более специфические цели на основе последних данных о качестве популяций и прилове.

Обитающие в Северном море обыкновенные морские свиньи не находятся под прямой угрозой, но тем не менее находятся в опасности из-за высокого процента прилова и других факторов. С целью уменьшения негативного воздействия человеческой деятельности на популяции P. Phocoena на 6-м Совете Сторон в 2009 году был принят план сохранения обыкновенных морских свиней в Северном Mоре.

## Резолюции Совета Сторон
Ниже расположена таблица действующих резолюций Совета Сторон, относящихся к вопросу сохранения видов. Полный список резолюций расположен на официальном сайте ASCOBANS.
| Резолюция                 | Название |
| ------------------------- | --- |
| MOP 2 (Annex L — Res. 4), | Необходимость последующих исследований и менеджмента в области влияния загрязнений на здоровье китообразных        |
| MOP 3/3                   | Неумышленный прилов малых китообразных                                                                             |
| MOP 3/5                   | Исследования и мониторинг популяций                                                                                |
| MOP 4/7                   | Популяции китообразных в ареале действия соглашения                                                                |
| MOP 4/10                  | План восстановления популяций обыкновенных морских свиней в Северном море                                          |
| MOP 5/4                   | Негативное влияние шумов, кораблей и других раздражающих Факторов на малых китообразных                            |
| MOP 5/5                   | Неумышленный прилов малых китообразных                                                                             |
| MOP 5/7                   | Исследования качества среды обитания, здоровья и статуса популяций малых китообразных в ареале действия соглашения |
| MOP 6/1                   | Утверждение и осуществление планов Ястарня и Северного моря                                                        |

## Общественное мнение о ASCOBANS
За годы своего существования Соглашение упоминалось в различной немецкой и международной прессе, писавшей о деятельности, достижениях и неудачах ASCOBANS. В то время как Всемирный фонд дикой природы (WWF) превозносил успехи ASCOBANS в снижении количества приловов 2001, он также критиковал соглашение за его расплывчатые формулировки, позволяющие рыбакам совершать убийства малых китообразных, и утверждал, что усиление мер борьбы сократит прилов млекопитающих.
В 2005 немецкая газета TAZ представила ключевую роль ASCOBANS в защите обыкновенных морских свиней в Балтийском море, особенно отметив успешное введение постановления, согласно которому все рыболовные суда должны быть оборудованы гидролокаторами, предупреждающими китообразных о своём приближении и поэтому помогающими избежать приловов. Позднее немецкое общество по охране морских млекопитающих Gesellschaft zum Schutz der Meeressäugetiere, GSM описало работу ASCOBANS более подробно. Некоторые НПО выразили обеспокоенность в связи с изменениями в работе Секретариата Соглашения, утверждая, что это может ухудшить работу этого органа.
Начиная с 2003 года Международный день балтийской обыкновенной морской свиньи, который проводится каждый год в третье воскресенье мая в странах, имеющих выход к Балтике, повысил осведомлённость населения и представителей правительств этих стран o морских свиньях. Секретариат ASCOBANS регулярно выпускает информационный бюллетень, содержащий информацию о деятельности организации по охране и восстановлению популяций морских млекопитающих. Подписка на бюллетень возможна через веб-сайт ASCOBANS
.